# 波麗路/Kiss The Baby Sky/請別忘記
《波麗路/Kiss The Baby Sky/請別忘記》（日語：Bolero/Kiss The Baby Sky/忘れないで）是韩国男子团体東方神起在日本发行的第25张单曲。于2009年1月21日由avex trax公司下属厂牌rhythm zone发行。

## 概要
这首单曲距上张单曲《咒文-MIROTIC-》（呪文-MIROTIC-）发行相隔约3个月，是组合2009年第1张单曲，也是一张有着3首A面歌曲的3A单曲。
单曲分为“CD+DVD”“只CD”两种版本发行，前者有收录《Bolero》的MV与MV的拍摄过程（只在初回限定盘中收录），后者则收录有第23张单曲《为何我会喜欢上你？》（どうして君を好きになってしまったんだろう?）的混音版本。与之前单曲封面皆为组合成员不同，单曲“CD+DVD”的初回版本封面是女演员黑木美沙（黒木メイサ）。初回限定版本封入特典是封面大小的卡片（6种中随机封入1种），“只CD”版本有12页豪华手册同捆封入。
《波麗路》作为黑木美沙主演的电影《舞吧！昴》的主题曲，是一首抒情歌曲。歌曲作詞与《为何我会喜欢上你？》相同，是Lambsey（ラムジ）、作曲则是之前提供了专辑收录曲《Hello again》、单曲《Love in the Ice》等的 组合girl next door 之中的成员鈴木大輔与冨田惠一。
《Kiss The Baby Sky》是2008年日本电视台《Zoom in!!SUPER》天气预报环节的主题曲。这首歌的MV并没有收录于本张单曲，而是在与羽鳥慎一、西尾由佳理、小熊美香三位主播合作拍摄之后收录在组合之后发行的第4张专辑《The Secret Code》中。
上述《Kiss The Baby Sky》由成员朴有天作詞并作曲，而另外一首A面曲《請別忘記》（忘れないで）则由成员金在中作词并作曲 。同时也被用作了2009年2月16日开始播放的日本Menard化妆品广告的广告歌曲。

## 收录歌曲

### CD
1. 《波麗路》
  - 作詞：Lambsey、作曲：鈴木大輔（日语：鈴木大輔 (ミュージシャン)）、冨田惠一（日语：冨田恵一）、編曲：華原大輔
2. 《Kiss The Baby Sky》
  - 作詞、作曲：YUCHUN、編曲：YUCHUN、井上慎二郎（日语：井上慎二郎）
3. 《請別忘記》（忘れないで）
  - 作詞：JEJUNG、作曲：JEJUNG, Young-hu Kim、編曲：Young-hu Kim)
4. 《为何我会喜欢上你？》（どうして君を好きになってしまったんだろう?） - Royal Mirrorball Mix -
  - 作詞：Lambsey、作曲：Sylvia Bennett-Smith, Fredrik“Fredro”Odesjo, Mats Berntoft、混音：Hiroshi Matsui)
5. 《波麗路》 (Less Vocal)
6. 《Kiss The Baby Sky》 (Less Vocal)
7. 《請別忘記》 (Less Vocal)

### CD+DVD
CD
1. 《波麗路》
2. 《Kiss The Baby Sky》
3. 《請別忘記》
4. 《波麗路》 (Less Vocal)
5. 《Kiss The Baby Sky》 (Less Vocal)
6. 《請別忘記》 (Less Vocal)

DVD
1. 《波麗路》 (Video Clip)
  - 导演为Keisuke Nishikawa
2. 《波麗路》Off Shot Movie （只初回限定盤有收录）

## 备注
1. ↑  组合五人也有出演
2. ↑   註: